# 告白 (1997年のテレビドラマ)
『告白』（こくはく）は、日本テレビで1997年2月5日 - 1997年3月5日まで深夜のドラマ枠「Shin-D」で放送されていた、池内博之主演のテレビドラマ。池内の連続ドラマ初出演にして初主演作。全4話。

## 概要
池内博之が演じる美容師の卵が成長していく物語で、同性愛がテーマ。
2010年1月現在、VHS化もDVD化もされておらず、再放送やCS放送などでの放送もほとんどされていないため、現在視聴するのはかなり困難である。

## 出演者
- 池内博之
- 岡田理江
- 有吉弘行（猿岩石）
- 森脇和成（猿岩石）
- 秋山菜津子
- 青山知可子
- 瀬尾智美
- 伽代子

## 主題歌
- 「告白」松任谷由実（東芝EMI）

## 備考
当時『進め!電波少年』のユーラシア大陸横断ヒッチハイクで人気であった猿岩石の二人が、日本に帰国後にドラマ初出演を果たした作品でもある。
松任谷由実が初めて深夜ドラマの主題歌を担当した作品で、同曲の内容も同性愛がテーマ。
後に池内博之は、1999年に同じ日本テレビの『ロマンス』で再び同性愛をテーマにしたドラマに出演している。
読売テレビでは1997年3月1日25:35 - 27:35に全4話を一度に放送、香川県・岡山県の西日本放送では1997年の16:00 - 16:30の放送枠で4週に渡って放送した。
| 日本テレビ shin-D                                      | 日本テレビ shin-D            | 日本テレビ shin-D                   |
| 前番組                                                 | 番組名                       | 次番組                              |
| ------------------------------------------------------ | ---------------------------- | ----------------------------------- |
| 毎日が初体験 Aカップの思い込み （1997.1.8 -1997.1.29） | 告白 （1997.2.5 - 1997.3.5） | Love Blood （1997.3.12 - 1997.4.9） |